# روابط ترکیه و روسیه

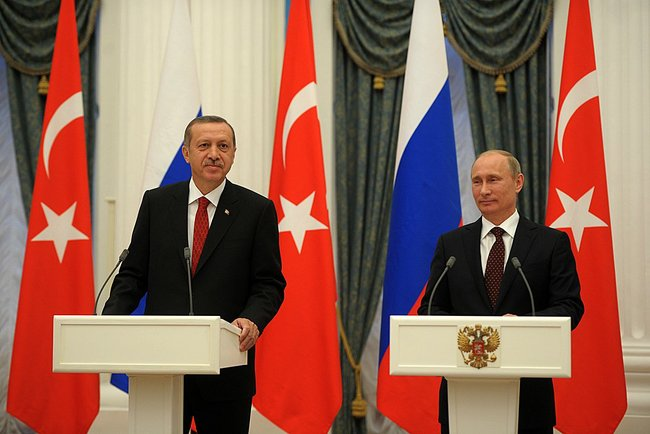
دیدار اردوغان و پوتین

روابط ترکیه و روسیه به روابط متقابل جمهوری ترکیه و فدراسیون روسیه می‌پردازد.

## پس از فروپاشی شوروی
این دو کشور بعد از فروپاشی شوروی روابط نسبتاً دوستانه با یکدیگر برقرار کرده بودند. ترک‌ها طی این مدت تلاش داشتند از ورود به مسائل و بحران‌هایی که زمینه حساسیت روسیه را برانگیزد اجتناب ورزند. نیاز انرژی ترکیه به روسیه و همچنین بازار بزرگ مصرفی این کشور، مانع از هر گونه ماجراجویی از سوی رهبران آنکارا در مواجهه با روسیه شده بود.
در کنار نیازهای اقتصادی روسیه، باید به تغییرات معنادار ژئوپلیتیک و تغییر اولویت‌های جهانی نیز اشاره کرد. در دوره پس از جنگ سرد، ترکیه اهمیت و اعتبار گذشته خود را به‌عنوان سپر دفاعی در برابر توسعه‌طلبی‌های شوروی در منطقه مدیترانه از دست داد. دیگر تهدیدی به اسم کمونیسم وجود نداشت که قدرت چانه‌زنی آنکارا را در برخورد با شرکای غربی‌اش افزایش دهد. متقابلاً روسیه نیز با در نظر گرفتن شرایط جدید منطقه‌ای، از رویکرد سابق خصمانه نسبت به آنکارا فاصله گرفت و در تلاش برای تقویت هر چه بیشتر تعاملات اقتصادی و تجاری میان دو کشور بود. در نتیجه همین رویکرد است که امروز حجم مبادلات اقتصادی روسیه و ترکیه به رقم نجومی ۳۱ میلیارد دلار رسیده است.

## سال‌های اخیر
رویه همکاری‌جویانه ترکیه و روسیه با یک روند ملایم تا هنگامه آغاز تحولات موسوم به بهار عربی تداوم یافت. روسیه به سبب روابط طولانی تاریخی با دمشق و داشتن پایگاه دریایی در بندر طرطوس، حساسیت ویژه‌ای به حفظ دولت بعثی اسد در برابر طیف متنوعی از مخالفان نشان داد. ترکیه متأثر از رویکرد اخوانی خود و با هدف حفظ برتری‌جویی‌های منطقه‌ای خود، بر حذف اسد از قدرت متمرکز شد و برای عملیاتی کردن رویکرد خود دست به راهکارهای متعدد دیپلماتیک و نظامی زد.
در بحبوحه تحرکات جنگ‌طلبانه ترکیه در سوریه، تحولات دقیقاً در نقطه مقابل خواسته‌های آنکارا جریان یافت. در بخش شمالی سوریه، گروه‌های کُرد تحت ائتلاف حزب اتحاد دموکراتیک با الگوگیری از کردستان عراق دست به تشکیل منطقه خودمختار کُرد زده بودند. هم‌زمان با قدرت‌گیری گروه‌های کرد، ارتش آزاد سوریه به‌عنوان مهم‌ترین متحد داخلی ترکیه در بحران سوریه، در میدان منازعه در برابر طیفی عظیمی از گروه‌های جنگ‌طلب مستحیل شد. این وضعیت ترکیه را در دوراهی شکست قرار داد. رهبران ترکیه با مشاهده ناتوانی در مدیریت بحران سوریه، به‌تدریج از دوستان سابق خود در منطقه فاصله گرفتند. آنکارا در چرخشی دیپلماتیک دست دوستی به‌سوی روسیه و در مرحله بعد ایران دراز کرد.
اختلاف‌نظرها میان روسیه و ترکیه مجدداً با مطرح‌شدن طرح قانون اساسی سوریه از سوی روسیه در نشست آستانه آغاز شد. درست در نقطه مقابلِ خواسته‌ها و نیات ترکیه، مسکو طرحی را برای حل بحران سوریه پیشنهاد داده که طبق این طرح، سوریه صاحب یک قانون اساسی سکولار می‌شود که در آن اصل فدرالیسم و مشارکت همه جناح‌های قدرت تضمین شده است. فدرالیسم در سوریه نقطه ضربه‌پذیر ترکیه در بحران سوریه است و به‌هیچ‌روی رهبران آنکارا حاضر به قبول این اصل در حل بحران سوریه نیستند. مدل پیشنهادی ترکیه برای حل بحران، تصویب یک قانون اساسی شریعت‌محور مبتنی بر تمرکزگرایی است. نگرانی ترک‌ها زمانی اوج گرفت که از نزدیک، شاهد همکاری و ارتباط معنادار گروه‌های کرد با دولت روسیه نیز شدند.
زمینه‌های اختلاف روسیه و ترکیه، تنها به نحوه حل بحران در سوریه ختم نمی‌شود. امروزه این دو کشور بر سر پروژه مبارزه با داعش و النصره نیز اختلاف‌نظر دارند. جنگنده‌های روسیه در عملیات علیه داعش حدود ۹ سرباز ترکیه را در حوالی شهر الباب کشتند. از دید بسیاری از سیاستمداران و فعالان سیاسی ترکیه و نیز گروه‌های ملی‌گرا، هدف غایی روسیه، تضعیف جایگاه آنکارا در سوریه است.